# Merrill Jensen
Merrill Monroe Jensen (1905-1980) var en amerikansk historiker tillhörande den progressiva skolan, som Charles A. Beard.
Jensen hävdar att grunden för krisen som utmynnade i amerikanska frihetskriget var striderna mellan klasser och grupper i kolonierna, som skapade oreda i det brittiska imperiets system. Det var för honom inte i första hand en politisk konflikt. Han vänder sig mot författare som i den amerikanska revolutionen ser ett försvar för alltigenom demokratiska institutioner, vilka redan med framgång upprättats i det koloniala Amerika.  
Jensen stöder Beards tes genom The Articles of Constitution (1948) och The New Nation (1950).